# CCTV-6
CCTV-6 es la sexta cadena de la televisión nacional de la República Popular de China (CCTV). Pertenece a la red de la CCTV (en mandarín 中国中央电视台, en inglés CCTV). Es una sociedad dependiente del Consejo de Estado de la República Popular de China. Esta cadena se lanzó el 30 de noviembre de 1995. Se consagra a la difusión de películas, en particular, de producciones nacionales o del continente asiático, sin descuidar sin embargo el cine internacional. Las obras propuestas van desde el cine de entretenimiento y las películas antiguas hasta las películas de animación. Se encuentra así en antena algunas películas occidentales traducidas (译制片) o de las producciones especiales (题片).